# رودخانه اوور
رودخانه اوور (به انگلیسی: Uver River) رودخانه‌ای به‌طول ۹۰ کیلومتر (۵۶ مایل) است که در روسیه جریان دارد.